# Рыкалов, Василий Васильевич
Васи́лий Васи́льевич Рыка́лов (1 января 1799 или 1800 — 1825, или 19 марта 1826 или 12 марта 1827) — русский актёр-комик
, сын Василия Федотовича и Пелагеи Титовны Рыкаловых.

## Биография
Жена — Аграфена Гавриловна Рыкалова, родная сестра знаменитого комика Малого театра П. Г. Степанова (после свадьбы супруги жили в семье Степановых; дочь — знаменитая актриса Малого театра Надежда Васильевна Рыкалова.
Учился в Петербургской театральной школе у А. А. Шаховского. В мае 1818 дебютировал на сцене петербургского театра и был принят в Петербургскую императорскую труппу. Затем очень скоро перешел в Московский императорский театр. Играл роли слуг в пьесах Мольера, молодых людей в водевилях. Сведений сохранилось о нем немного. Арапов утверждает, что молодой Рыкалов во все время своей деятельности пользовался славой «знаменитого комика».

Он выступал в водевилях, комедиях и фарсах и занимал то же амплуа, что и знаменитый французский комик Потье, производя впечатление на зрителей своей способностью оставаться совершенно спокойным и серьезным в самых комических местах своей роли. Он играл комические роли с таким видом, как будто и не понимал их комизма, — и эта естественность исполнения заставляла зрителей смеяться до слез. Он, так же как и его отец, особенно хорош был в мольеровских комедиях — с той разницей, что он исполнял лишь роли слуг. На сцене пробыл он сравнительно недолго, — не более шести лет, но успел завоевать себе довольно видное место в истории нашего театра. После его смерти многие из его ролей долгое время оставались незанятыми, а из-за некоторых пришлось даже снять пьесы с репертуара, так как не было никого, кому можно было бы поручить их исполнение.
Он очень рано скончался. Похоронен на Ваганьковском кладбище (16 уч.); могила утрачена. Точная дата его смерти тоже неизвестна. Только Большая биографическая энциклопедия дает две возможные даты: 12-го марта 1827 г. и 19 марта 1826, при этом упоминая: по другим сведениям — в 1825 году, тогда как Театральная энциклопедия указывает 1825 год. Как бы то ни было, вдова с детьми продолжала жить в доме своих родителей, а вскоре забота о семье легла на плечи Петра Гавриловича Степанова, который всю жизнь был очень дружен с сестрой.
Малый театр дал в пользу семьи бенефисный спектакль 22-го апреля 1827 года в помещении Большого театра, как было тогда принято — в этот бенефис шла комедия Мольера «Сицилиец», переделанная князем А. А. Шаховским, а «Ежегодник императорских театров» уверяет, что для бенефиса послужила пьеса Шекспира «Буря».